# Brian Turk
Brian D. Turk (Northglenn, Colorado, 1970. május 29. – 2019. szeptember 13.) amerikai színész.
 

## Filmjei
- Beverly Hills 90210 (1995, tv-sorozat, két epizódban)
- A fekete párduc (Panther) (1995)
- Beach House (1995)
- Az elveszett világ: Jurassic Park (The Lost World: Jurassic Park) (1997)
- Zavaros vizeken (A Civil Action) (1998)
- Vészhelyzet (ER) (1999, tv-sorozat, egy epizódban)
- Krokodil Dundee 3. – Krokodil Dundee Los Angelesben (2001)
- A. I. Mesterséges értelem (Artificial Intelligence: AI) (2001)
- Begolyózott gólyák (Going Greek) (2001)
- Amerikai pite 2. (American Pie 2) (2001)
- Minden hájjal megkent hazug (Big Fat Liar) (2002)
- Carnivàle – A vándorcirkusz (Carnivàle) (2003–2005, tv-sorozat, 24 epizódban)
- Gyilkos elmék (Criminal Minds) (2005, tv-sorozat, egy epizódban)
- Ízlésficam (Art School Confidential) (2006)
- Két pasi – meg egy kicsi (Two and a Half Men) (2007, tv-sorozat, egy epizódban)
- General Hospital (2008, tv-sorozat, egy epizódban)